# SV Cainsdorf
Der SV Cainsdorf war ein deutscher Sportverein aus dem Zwickauer Stadtteil Cainsdorf. Heimstätte der Fußballabteilung war der Sportplatz am Turnerheim, der Verein stand in der Tradition der BSG Wismut Cainsdorf.

## Sektion Fußball
Der SV Cainsdorf wurde im Jahr 1919 unter der Bezeichnung ATB Cainsdorf gegründet. Der Arbeiterverein agierte auf sportlicher Ebene in der Meisterschaft des ATSB, spielte im Gegensatz zu den großen sächsischen Arbeitervereinen des Dresdner SV 10 sowie des VfL Leipzig-Stötteritz aber keine Rolle. Mit der Machtergreifung der Nationalsozialisten wurde der Verein im Jahr 1933 aufgelöst.
1945 trat die anfangs lose Sportgruppe als SG Cainsdorf in Erscheinung. Die Westsachsen spielten zunächst in den jeweils höchsten sächsischen Spielklassen; in der Spielzeit 1947/48 in der 1. Klasse Zwickau sowie 1948/49 in der Bezirksliga Westsachsen. 1949/50 folgte eine Saison in der Staffel West der Landesklasse Sachsen.
1949 vollzog die SG eine kurzzeitige Umbenennung in Mechanik Cainsdorf, mit dem Einsteigen der Sportvereinigung Wismut sowie des ortsansässigen BAC (Betrieb für Bergbau und Aufbereitungsanlagen Cainsdorf) als Trägerbetrieb folgte eine erneute Namensänderung in BAC Wismut Cainsdorf.
1963 gelang, gemeinsam mit Vorwärts Marienberg und Aktivist Karl Marx Zwickau, der erstmalige Aufstieg zur Bezirksliga Karl-Marx-Stadt. Die damals dritthöchste Spielklasse der DDR hielt Wismut Cainsdorf mit gesicherten Mittelfeldplätzen bis 1967, in der Spielzeit 1967/68 stiegen die Zwickauer hinter der TSG Stollberg wieder in den viertklassigen Bezirksklassenbereich ab.
Im Anschluss versank Wismut Cainsdorf in der Bedeutungslosigkeit des DDR-Fußballs. 1990 vollzog der Verein eine erneute Umbenennung in SV Cainsdorf. Der Club war seitdem ausnahmslos im westsächsischen Lokalfußball aktiv. Nach der Saison 2010/11, die man in der regional untersten Spielklasse auf dem letzten Platz mit nur 3 Punkten beendete, wurde der Fußballsportbetrieb in Cainsdorf eingestellt. Bereits am 13. Dezember 2010 wurde ein Nachfolgeverein SV Cainsdorf 2011 gegründet. Derzeit (2016) ist dieser Verein vor allem im Tischtennis aktiv.

## Statistik
- Teilnahme Landesliga Sachsen (SBZ): 1947/48, 1948/49
- Teilnahme Bezirksliga Karl-Marx-Stadt: 1963/64 bis 1967/68

## Personen
- Manfred Fuchs
- Walter Fritzsch
- Willy Tröger
- Werner Möckel (1946–1948 / Stürmer)